# Anton Kurjanow
Anton Aleksiejewicz Kurjanow (ros. Антон Алексеевич Курьянов; ur. 11 marca 1983 w Ust'-Kamienogorsku, Kazachska SRR) – rosyjski hokeista pochodzenia kazachskiego, reprezentant Rosji, trener.

## Kariera zawodnicza
- Awangard Omsk (1998–2001)
- Mostowik Kurgan (2001–2002)
- Awangard Omsk (2002)
- Sibir Nowosybirsk (2002–2003)
- Awangard Omsk (2003-2013)
- Traktor Czelabińsk (2013)
- Awangard Omsk (2013-2016)
- Jugra Chanty-Mansyjsk (2016-2017)
- HC Kladno (2017-2018)

Wychowanek Torpedo Ust-Kamienogorsk. Wieloletni zawodnik Awangardu Omsk - do 2013. Od maja 2013 zawodnik Traktora Czelabińsk, związany rocznym kontraktem. Pod koniec października 2013 zwolniony przez klub, po czym powrócił do Awangardu. Pod koniec kwietnia 2014 przedłużył kontrakt z klubem o dwa lata. Od 2016 do 2017 zawodnik Jugry. Od grudnia 2017 zawodnik HC Kladno.
W barwach Rosji uczestniczył w turniejach rangi Euro Hockey Tour oraz mistrzostw świata w 2009.

## Kariera trenerska
- Awangard Omsk (2018/2019), trener rozwoju[12]
- Omskie Jastrieby (2020), asystent
- Awangard Omsk (2021-), trener w sztabie

W czerwcu 2011 uzyskał licencję trenerską. W maju 2021 wszedł do sztabu Awangardu Omsk

## Sukcesy
- Złoty medal mistrzostw świata: 2009

Klubowe
- Złoty medal mistrzostw Rosji: 2004 z Awangardem Omsk
- Puchar Mistrzów: 2005 z Awangardem Omsk
- Puchar Nadziei: 2014 z Awangardem Omsk

Wyróżnienia
- Zasłużony Mistrz Sportu Rosji w hokeju na lodzie: 2009